# Rehenesh TP
Rehenesh Thumbirumbu Paramba (Calicut, 13 febbraio 1993) è un calciatore indiano, portiere del Mumbai City.

## Palmarès

### Competizioni nazionali
- ISL Shield: 1

Jamshedpur:2021-2022